# Battle Hymns
Battle Hymns (рус. Боевые гимны) — дебютный студийный альбом американской хеви-метал-группы Manowar, выпущенный в 1982 году.

## История создания
После записи своего первого демо, на который вошли песни Shell Shock и Battle Hymn, группе удалось заключить договор с подразделением EMI — Liberty Records.
В записи принял участие лауреат Оскара, знаменитый американский актёр и режиссёр Орсон Уэллс. Его можно услышать в песне «Dark Avenger». По воспоминаниям вокалиста Эрика Адамса, группа решила, что его голос слишком высокий для роли рассказчика в песне, а им нужен был низкий раскатистый голос, как у Орсона Уэллса. Представитель звукозаписывающей кампании и исполнительный продюсер альбома Роберт Карии предложил связаться с самим Уэллсом и позвать его для участия в записи. Уэллсу были высланы текст песни, краткая биография группы и описание творческих идей. Предложение ему понравилось, но он сообщил, что записываться сможет только в Европе. Помимо самой песни, Уэллс записал фразу «Ladies and gentlemen, from the United States of America, all hail Manowar», которой начинаются все концерты группы. Также вместе с Manowar он записал песню «Defender», которая дважды выпускалась в виде сингла в 1983 и 1994 годах. В переработанном варианте она появилась на альбоме Fighting the World.
Для песни «Death Tone» записывались звуки настоящих мотоциклов в студии. После прослушивания доступных семплов звуков мотоциклов музыканты решили, что они им не подходят, и отправились в байкерский клуб в Майами и договорились с байкерами о записи их мотоциклов. Сама запись происходила ночью втайне от владельца студии, который, скорее всего, не одобрил бы заведенные мотоциклы внутри помещения. По воспоминаниям Эрика Адамса, вся студия была заполнена выхлопными газами.

## Значение и критика
Большого коммерческого успеха дебютный альбом не имел, и после его выхода EMI расторгнула контракт с группой. Battle Hymns считается самым нетипичным альбомом группы. Такие песни, как «Fast Taker» и «Death Tone», скорее выполнены в духе классического хард-рока, а не эпического метала, характерного для группы. Тем не менее, песни «Battle Hymn» и «Dark Avenger» выдержаны в традиционном стиле Manowar.
Во многих песнях затрагиваются социальные темы, такие как безработица, протест против родного дома и война во Вьетнаме. На последующих альбомах музыканты к таким темам практически не возвращались.
Рецензент All Music Guide назвал альбом очень многообещающим стартом для группы, высоко оценив профессионализм музыкантов. Он также отметил, что уже в первой половине альбома группа использовала больше хеви-метал-клише, чем многие группы за всё их творчество.
В книге «500 лучших хеви-метал альбомов всех времен» (The Top 500 Heavy Metal Albums of All Time) канадского музыкального журналиста и главного редактора журнала Brave Words & Bloody Knuckles Мартина Попоффа альбом занял 295 место. По мнению Попоффа, на этом альбоме группа находилась на полпути к своим «меховым сапогам викингов» и половина песен содержит тексты и риффы, характерные для рок-музыки 70-х годов.

## Список композиций
1. Death Tone (4:48)
2. Metal Daze (4:18)
3. Fast Taker (3:56)
4. Shell Shock (4:04)
5. Manowar (3:35)
6. Dark Avenger (6:20)
7. William’s Tale (1:52)
8. Battle Hymn (6:55)

## Песни

### Death Tone
Музыка и слова: Джоуи Де Майо и Росс Фридмен
Первая композиция начинается звуком заводящегося мотоцикла, который постепенно сменяется гитарным риффом. В песне поётся о байкере, о его проблемах с законом, безработице, о том, что он готов сражаться с теми, кто против него.

### Metal Daze
Музыка и слова: Джоуи Де Майо
Песня о метале и об образе жизни музыканта. Герой песни говорит, что несмотря на то, что многие люди против его увлечения, он никогда не бросит музыку.
Вдохновением для этой песни послужили частые вечеринки и веселая атмосфера, сопровождавшая запись альбома, а также идея сделать зрителей на концерте частью шоу.

### Fast Taker
Музыка и слова: Джоуи Де Майо и Росс Фридмен
По словам Эрика Адамса, это одна из любимых песен Джоуи Де Майо. Эта песня о том, чтобы делать и брать что захочешь и когда захочешь, не считаясь ни с чьим мнением.

### Shell Shock
Музыка и слова: Джоуи Де Майо и Росс Фридмен
Песня о человеке, которого призвали на войну во Вьетнаме, о его участии в войне, и том, как, вернувшись домой, он не чувствует, что снова дома, и всё время вспоминает о войне.
Вокалист Эрик Адамс говорил в интервью, что эта песня для него очень личная и её запись давалась тяжело, потому что несколько его друзей погибли во Вьетнаме.

### Manowar
Музыка и слова: Джоуи Де Майо и Росс Фридмен
Песня о том, как возникла группа, и об их целях. В песне рок-музыканты аллегорически сравниваются с воинами.
Эта композиция открывает каждый концерт Manowar.

### Dark Avenger
Музыка и слова: Джоуи Де Майо
Эпическая история о человеке, которого лишили всего, ослепили и бросили умирать. Попав в царство мёртвых, он попросил разрешения вернуться в мир живых и отомстить. Ему выковали меч по имени Месть, дали скакуна Чёрную смерть и вернули обратно. В заключительной части поётся о том, как он отомстил своим обидчикам.

### William’s Tale
Музыка: Джоуи Де Майо и Джоаккино Антонио Россини
Инструментальная композиция. Увертюра из оперы Россини «Вильгельм Телль». Исполняется на бас-гитаре.

### Battle Hymn
Музыка и слова: Джоуи Де Майо и Росс Фридмен
Одна из самых известных песен группы. Композиция начинается длинным мелодичным вступлением.
В песне поётся о некой битве и армии из десяти тысяч конников, скачущих на поле сражения при лунном свете.

## Переиздания
В 2001 году вышло издание Battle Hymns Silver Edition, которое содержит ремастированные треки. К изданию прилагается 16-страничный буклет с раритетными фотографиями и интервью музыкантов.
26 ноября 2010 года вышла полностью перезаписанная версия альбома — Battle Hymns MMXI. Вместо Орсона Уэллса в песне «Dark Avenger» звучит голос Кристофера Ли. В качестве барабанщика выступает Донни Хамзик, вернувшийся в группу в 2009 году. Песни не претерпели значительного изменения, но стали «громче и мощнее» благодаря современным технологиям, недоступным на момент записи оригинального альбома. В поддержку альбома группа отправилась в тур Battle Hymns. Диск содержит 2 бонус-трека: записи живых выступлений Fast Taker и Death Tone во время тура 1982 года.

## В записи участвовали
- Эрик Адамс — вокал,
- Джоуи Де Майо — четырёх- и восьмиструнная бас-гитара, бас-педали
- Росс «The Boss» Фридмен — гитара, клавишные
- Донни Хамзик — ударные, перкуссия

технический персонал:
- Орсон Уэллс — рассказчик.
- Боб Керри — исполнительный продюсер.
- Джо Фолья — инженер.
- Джим Сессоди — помощник инженера.
- Джон Анджелло — помощник инженера.
- Джо Бресцио — мастеринг.
- Джон Стиллуэл — конструирование и обслуживание оборудования.
- Билл Бёркс — арт-директор.
- Джонатан Лури — дизайнер.
- Гэри Раддел — иллюстрация.